# ولینگ (آلمان)
ولینگ (به آلمانی: Welling) یک شهر در آلمان است که در ماین-کبلنتس واقع شده‌است. ولینگ ۸۸۹ نفر جمعیت دارد.